# وردة لخريف العمر (مسلسل)
وردة لخريف العمر مسلسل دراما سوري تبدأ أحداثه في زمن الإقطاع من خمسينات القرن العشرين في سوريا وحتى السبعينات، عُرِض عام 2002، وتبعه جزء ثاني بعنوان مختلف مخالب الياسمين.

## قصة المسلسل
تبدأ قصة المسلسل بتعريفنا على عائلة رسلان آغا، وسطوتها على فقراء القرية، ثم تنال إحدى الفتيات (مرح جبر) اخت الآغا (سامر المصري) اعجاب ابن عمها العائد والوقوع بحبه  (فراس إبراهيم)، وعند علم الآغا ينكل به ويقوم باضطهاده وتعذيبه بسبب قانون العائلة الذي يمنع زواج فتيات رسلان آغا، في خضم تلك القصة تنفجر قصة أخرى بعودة مرهج بك (أسعد فضة) الذي عاد من المهجر (أميركا) لينتقم من عائلة رسلان آغا بما فعلوه به في الماضي، فيقوم بالكثير من الأعمال الانتقامية (تسميم خيول، قتل أحد أفراد عائلة رسلان آغا وغير ذلك)، فيما تهرب (مرح جبر) إلى لبنان لتعمل في صناعة العطور وابتكارها وتحقق شهرة كبيرة هناك وتقرر العودة للانتقام أيضا.

## عن المسلسل
يعرض ويوثق المسلسل فترة تاريخية مهمة من تاريخ سوريا، تبدأ من رحيل الاستعمار الفرنسي 1946 وحتى قيام ثورة الثامن من آذار التي أطاحت بالإقطاعيين، وتصور الظلم والاستبداد الكبيرين في تلك الفترة والصراعات بين طبقة الاقطاعيين أنفسهم وضمن عائلاتهم وحسابات المصالح.

## طاقم العمل
- تأليف: خيري الذهبي.
- إخراج: يوسف رزق.

### بطولة
- منى واصف: بدور سعاد والدة رسلان آغا.
- سامر المصري: بدور رسلان آغا.
- عابد فهد:بدور رستم آغا شقيق سعاد.
- مرح جبر.
- فراس إبراهيم.
- نادين الخوري.
- أسعد فضة: بدور مرهج.
- أمانة والي.
- كاريس بشار.
- أندريه سكاف.
- جهاد سعد.
- ليلى سمور.
- نجاح حفيظ.
- وفاء الموصللي.
- حسن دكاك.
- عبد الحكيم قطيفان.
- مهند ورد.

### فنيون
- مدير التصوير: هاني عيسى.
- مونتاج ومكساج: عناد رزق.
- إنتاج: يوسف رزق.[5]